# Burgstall am Galgenbühl (Haslach im Kinzigtal)
Der Burgstall am Galgenbühl, auch Burgbühl genannt, bezeichnet eine abgegangene hochmittelalterliche Höhenburg vom Typus einer Turmburg auf einem kleinen ovalen Geländesporn, dem „Galgenbühl“, am südlichen Rand des Kinzigtals im westlichen Stadtwald von Haslach im Kinzigtal im Ortenaukreis in Baden-Württemberg.
Vermutlich handelte es sich bei der Burg um einen kleinen Niederadels- oder Ministerialensitz. 
Von der ehemaligen Burganlage ist noch das Plateau erhalten, das noch einen Halsgraben vermuten lässt durch den heute ein Forstweg verläuft sowie 1973  ausgegrabene Fundamente eines 9 mal 9 Meter großen Steinhauses. Zum Tal hin schützten noch Gräben und Vorwälle die Burg. Auf dem Geländesporn steht heute ein kleiner Pavillon als Schutzhütte.
Der heutige Name des Geländes Galgenbühl ist von dem ab 1738 errichteten Galgen des Amtes Haslach hergeleitet.   